# Açude Cordeiro
Açude Wilson Braga, inicialmente chamado e popularmente também assim conhecido Açude Cordeiro, teve seu toponímico alterado, hoje é Conhecido como Açude Wilson Braga em uma linda homenagem ao governador da época que destinou verbas a solicito do prefeito municipal de Congo Braz Fernandes de Oliveira, para a construção desse grandioso açude, obra essa que no Cariri Paraibano só seria superado pelo Açude de boqueirão.

## Historia
Há grandes rumores de que o projeto desse açude havia sido desenvolvido para o município de São Jose dos Cordeiros, daí o nome Açude Cordeiros, mas como o prefeito Braz Fernandes (prefeito de Congo) era bastante influente na região conseguiu trazer essa grandiosa obra para o município.
No projeto inicial o reservatório só teria capacidade para acumular 40 milhões de m3 ideal para o local onde seria anteriormente construído, mas como o projeto agora seria desenvolvido no município de Congo, onde contava com rio de caudal maior, o projeto passou por ampliações, uma que elevou a capacidade para 69.965.975 m3 e vendo que esse volume de agua corria no rio durante o ano ainda poderia ser aproveitado o açude sofre mais uma alteração em seu projeto indo agora para uma capacidade de 115 milhões de m3. Agora o reservatório conta com duas paredes além da parede principal, um vertedouro de 300 m de comprimento e mais de 5m de altura para suportar a vazão do rio durante os períodos de cheia além de uma válvula dispersora que funciona para controlar a vazão do rio e pereniza-lo.
Seu uso inicial foi para desenvolver a economia local com o perímetro irrigado, fomentando o desenvolvimento da Cidade e da Zona Rural do município. No boom da produção agrícola, final década de 90, o município produzia milhares de toneladas de alimentos. Foi criado o galpão municipal onde as produções agrícolas eram enviadas para lá e partiam para seus destinos de comercialização. As fazendas de peixe e de camarão eram cultivadas dentro do lago e ainda hoje existem resquícios desse cultivo, camarões são encontrados livremente dentro do açude, algo que também influencia no porte dos peixes e que devido ao grande dimensão do reservatório e a essa oferta de alimentos pode desenvolver peixes maiores. 

## Geografia
Os rios que desaguam dentro do reservatório nascem nas serras que dividem naturalmente os estados da Paraíba e Pernambuco, desse modo os rios que correm a norte formam o Rio do Umbuzeiro, riacho da areia, riacho comprido, riacho do salão, já os rios que correm a sul formam duas outras bacias hidrográficas que são vizinhas da bacia hidrográfica do Rio Paraíba, a do Rio Ipojuca (nasce no município de Arcoverde próximo ao município paraibano de São Sebastião do Umbuzeiro) e o Rio Capibaribe (nasce na divisa entre os municípios de Jataúba e Porção próximo ao município paraibano de São João do Tigre).
O açude é o maior reservatório do Cariri Ocidental, possuí uma área de drenagem de 1.685,00 km3 que engloba 100% dos municípios de São João do Tigre, São Sebastião do Umbuzeiro e Zabelê, ainda uma pequena parte do sul do município de Monteiro e cerca de 15% do município de Camalaú.
Com o acumulo das águas atras da barragem, ilhas se formam, com tamanhos de até 92 mil m².
Maior aporte já registrado pela Aesa foi no ano de 2020 entre os dia 24 e 25 de março, o reservatório contava apenas com 29,75% de sua capacidade e no dia seguinte estava com 51,10% da capacidade total.

## Turismo
A construção do açude trouxe para o Congo um forte fluxo de turismo que desejam banhar-se nas Comportas do Açude, o famoso banho conhecido regionalmente. Quando as comportas estão abertas forma-se um leque de agua que mais se parece com a cauda de um pavão, assim como o animal que mostra a sua grandeza e sua majestade em sua calda colorida e exuberante o açude encanta a todos com esse leque de aguas formado pela abertura da comporta. Depois que o reservatório foi concluído e atingiu capacidade considerável as comportas foram abertas e somente fechas em curtos períodos, para que o manancial se recuperasse e voltasse a acumular água, já que ele servia para irrigação.

## Adutora
A adutora do Congo, já foi a terceira maior adutora do Estado da Paraíba em quilômetros de extensão. Criada no Governo de Zé Maranhão no inicio dos anos 2000. Para garantia hídrica e desenvolvimento do Cariri Paraibano, foi criada a adutora do Congo, responsável pelo abastecimento de Monteiro, Sumé, Serra Branca, São João do Cariri, Santo André, Gurjão, Pararí, Livramento, São José dos Cordeiros, Amparo, Prata, Ouro Velho, Pio X (Distrito de Sumé), Sucuru (Distrito de Serra Branca), Santa Luzia (Distrito de Serra Branca), Coxixola e Congo. Ao todo 17 localidades abastecidas pela Adutora do Congo. Hoje os pontos de captação de água estão distribuídos, há um ponto no Rio Paraíba, outro no próprio reservatório. E ainda existe uma pequena adutora que leva água do açude para o distrito de Pindurão que pertence ao município de Camalaú.

## Seca histórica
Entre os anos de  2013 e 2018 houve uma grande estiagem a qual levou o reservatório a entrar em colapso e secar completamente, algo antes nunca visto desde sua construção, parte desse acontecido é proveniente da alta temporada sem chuvas e outra por parte da alta demanda do consumo humano retirado pela adutora. O reservatório secou em 2017 e só voltou a acumular água no dia 27/02/2018.